# آبشار هوندرو
آبشار هوندرو (به انگلیسی: Hundru Falls) آبشاری است که در جارکند، هند واقع شده و ارتفاع کلی ریزشگاه آن ۹۸ متر (۳۲۲ فوت) است.